# Liste der Biografien/Kalv
Liste der Biografien |
Portal Biografien |
Personensuche
# |
A |
B |
C |
D |
E |
F |
G |
H |
I |
J |
K |
L |
M |
N |
O |
P |
Q |
R |
S |
T |
U |
V |
W |
X |
Y |
Z |
?
 
Ka |
Kb |
Kc |
Kd |
Ke |
Kf |
Kg |
Kh |
Ki |
Kj |
Kl |
Km |
Kn |
Ko |
Kp |
Kr |
Ks |
Kt |
Ku |
Kv |
Kw |
Ky |
Kx |
Kz
 
Kaa–Kag |
Kah |
Kai |
Kaj |
Kak |
Kal |
Kam |
Kan |
Kao |
Kap |
Kar |
Kas |
Kat |
Kau |
Kav |
Kaw |
Kay |
Kaz
 
Kala |
Kalb |
Kalc |
Kald |
Kale |
Kalf |
Kalh |
Kali |
Kalj |
Kalk |
Kall |
Kalm |
Kaln |
Kalo |
Kalp |
Kals |
Kalt |
Kalu |
Kalv |
Kalw |
Kaly |
Kalz
Die Liste der Biografien führt alle Personen auf, die in der deutschsprachigen Wikipedia einen Artikel haben. Dieses ist eine Teilliste mit 21 Einträgen von Personen, deren Namen mit den Buchstaben „Kalv“ beginnt.

## Kalv
- Kalv Arnesson, bedeutender Häuptling in Norwegen

### Kalva
- Kalvå, Anne Kjersti (* 1992), norwegische Skilangläuferin
- Kalvach, Rudolf (1883–1932), österreichischer Grafiker
- Kalvaitis, Ramūnas (* 1961), litauischer Politiker
- Kalvanda, Jisca (* 1994), französische Schauspielerin

### Kalve
- Kalvelage, Hermann (1884–1966), deutscher Politiker (CDU), MdL
- Kalven, Jamie (* 1948), US-amerikanischer Autor, Journalist, Menschenrechtsaktivist und Filmproduzent
- Kalvenes, Christian (* 1977), norwegischer Fußballspieler
- Kalvenhaar, Annefleur (1994–2014), niederländische Mountainbikerin, Cyclocross- und Straßenradrennfahrerin
- Kalveram, Esther (* 1966), deutsche Politikerin (SPD), MdL
- Kalveram, Karl-Theodor (1935–2019), deutscher Psychologe und Professor
- Kalveram, Wilhelm (1882–1951), deutscher Betriebswirt
- Kalverkämper, Hartwig (* 1949), deutscher Romanist
- Kalvet, Aleksander (1904–1970), estnischer Fußballspieler

### Kalvi
- Kalvik, Finn (* 1947), norwegischer Sänger und Komponist, Teilnehmer am Eurovision Song Contest
- Kalvītis, Aigars (* 1966), lettischer Politiker, Mitglied der Saeima, Ministerpräsident
- Kalvius, Georg Michael (1933–2021), deutscher Physiker
- Kalvius, Rudolf (1900–1972), deutscher Schauspieler bei Bühne und Film

### Kalvo
- Kalvoda, Jan (* 1953), tschechischer Politiker, Mitglied des Abgeordnetenhauses
- Kalvoda, Leoš (* 1958), tschechischer Fußballspieler und Fußballtrainer
- Kalvos, Andreas (1792–1869), griechischer Schriftsteller